# 陆射小直径炸弹
陆射小直径炸弹 (Ground-Launched Small Diameter Bomb，GLSDB），是美国波音公司和瑞典萨博公司合作开发的一款導引式多管火箭炮彈藥。
GLSDB雖然是新型武器，但主要包含由GBU-39小直徑炸彈等高效能的滑翔彈頭，和因除役MLRS使用的集束彈頭M26火箭之多余出来的推進发动机组合而来，一枚SDB成本约4万美金，而无论是SDB滑翔彈还是M26火箭发动机均有大量库存品，不但產量充足，两者改良之后射程也增加到超过150km，其独立于发射器，因此可以从包括M270 MLRS火箭砲和M142 HIMARS卡車在内，通過搭載平台加裝各种使用MLRS弹药家族（MFOM）的成熟技術，進行瞄準與发射的作業流程。

## 和MFOM不同的特點
- 精度可達1m以内。[1]
- 可打擊移動的目標。[1]
- 其和傳統火炮不同，可打擊周遭各個方向的目標。
- 向其正面的目標射擊時射程超過150km，若是對發射器後方的目標射擊時射程仍有70km。[2]

## 使用國
- 乌克兰 ：2022年11月，波音公司向美國國防部提出為烏克蘭生產GLSDB的計劃[3][4]。2024年1月31日交付乌军使用[5]。

路透社報導，匿名美國官員2023年1月31日透露，美國最快本週宣布的最新一波、價值20億美元（約新臺幣598億元）對烏克蘭軍援，據了解，這批武器除MIM-104愛國者飛彈、精確導引彈藥、FGM-148標槍飛彈等武器外，還包括由波音與瑞典紳寶公司聯合研發的GLSDB，以此取代烏克蘭一再要求、但數量有限的MGM-140陸軍戰術飛彈系統（ATACMS）。
烏克蘭此前要求美國，提供較射程80公里的「海馬士」多管火箭系統（HIMARS）能夠打擊更遠距離的軍火武器，而這款GLSDB庫存數量夠增強烏軍戰力，能打擊俄羅斯佔領的頓巴斯、扎波羅熱和赫爾松等地區，以及遭占據的克里米亞北部等深處目標，這可能讓重要的俄軍供給線、軍火庫和空軍基地受到威脅而推升局勢，但賴德表示：「我並不清楚烏克蘭要如何運用這些軍火武器。」GLSDB由波音公司紳寶集團研發，是一種攜帶小型炸彈的滑翔火箭，紳寶表示：「GLSDB能從任何角度擊中目標的一公尺內範圍。」
納入射程150公里的「陸射小直徑炸彈」（GLSDB），意義是藉此擴大烏軍多管火箭打擊範圍，壓制俄軍。這批援助，有大約17.25億美元（約新臺幣516億元）是由「烏克蘭安全援助倡議」（USAI）撥款，讓美方向美國國防工業採購烏克蘭所需物資及武器彈藥，因為美方自己也還在接收跟測試這種新裝備，故而非由美軍庫存調度，俄方則在2024年回報，該武器已經首次投入實戰。
2024年2月4日美國國防部清單中，對烏克蘭新增22億美元軍援，承認內含新型火箭推進式精準炸彈，可將基輔對抗俄軍的範圍擴大近一倍，法新社報導，美國國防部發言人帕瑞克·賴德准將指出，新軍援案包括「陸射小直徑炸彈」，這型炸彈射程可達150公里，可對距離前線很遠的俄軍據點和補給站構成威脅，賴德表示：「這將提供他們較長距離打擊能力…將使他們能夠進行保衛國家的行動，奪回他們的主權領土。」在烏軍獲得歐美軍援的MLRS與HIMARS後，俄軍已逐步將指管與後勤節點，後撤至烏軍多管火箭打擊範圍外，美方官員認為，這款新武器首次亮相就十分成功，將能進一步打擊俄軍作戰實力，助烏克蘭持續反攻，收復失土。